# Rock N Roll Jesus
Rock N Roll Jesus – siódmy album studyjny amerykańskiego wokalisty i muzyka Kid Rocka. Wydawnictwo ukazało się 9 października 2007 roku nakładem wytwórni muzycznej Atlantic Records.
Album dotarł do 1. miejsca listy Billboard 200 w Stanach Zjednoczonych sprzedając się w nakładzie 170 tys. egzemplarzy w przeciągu tygodnia od dnia premiery.

## Lista utworów
Opracowano na podstawie materiału źródłowego.
| Nr  | Tytuł utworu                                          | Autorzy                                                                                       | Długość |
| --- | ----------------------------------------------------- | --------------------------------------------------------------------------------------------- | ------- |
| 1.  | „Rock N Roll Jesus”                                   | R.J. Ritchie, K. Tudrick, M. Young                                                            | 4:29    |
| 2.  | „Amen”                                                | Ritchie                                                                                       | 4:40    |
| 3.  | „All Summer Long”                                     | E. King, L. Marinell, R. Ritchie, G. Rossington, M. Shafer, R. Van Zant, R. Wachtel, W. Zevon | 4:56    |
| 4.  | „Roll On”                                             | Ritchie                                                                                       | 6:11    |
| 5.  | „So Hott”                                             | Ritchie                                                                                       | 4:07    |
| 6.  | „Sugar”                                               | B. Ervine, J. Krause, Ritchie, Shafer, D. Simon, J. Smith, Young                              | 3:44    |
| 7.  | „When U Love Someone”                                 | Ritchie, Shafer, Young                                                                        | 5:40    |
| 8.  | „New Orleans” (cover Davida Allana Coe)               | D.A. Coe                                                                                      | 6:36    |
| 9.  | „Don't Tell Me U Love Me”                             | Ritchie, Shafer, Young                                                                        | 4:20    |
| 10. | „Blue Jeans and a Rosary”                             | Ritchie, Young                                                                                | 4:35    |
| 11. | „Half Your Age”                                       | Ritchie                                                                                       | 3:45    |
| 12. | „Lowlife (Living The Highlife)” (cover Johna Eddiego) | J. Eddie                                                                                      | 4:04    |
|     |                                                       |                                                                                               | 57:07   |

## Twórcy
Opracowano na podstawie materiału źródłowego.
| - Kid Rock - wokal prowadzący, gitara akustyczna, perkusja, gitara, instrumenty perkusyjne, programowanie, fortepian, syntezator, scratche, banjo, gitara hawajska, produkcja muzyczna, miksowanie - Kasey Porter, Kelsey Porter, Nicole Morris, Karen Newman, Andre Jones, Barbara Payton, Jessica Wagner-Cowan, Sylver Logan Sharp, Thornetta Davis, Laura Creamer, Paul Kwami, Tramaine Parker, Wesley Trigg, Willis Ware - wokal wspierający - Marlon Young - gitara, gitara akustyczna, mandolina, gitara dwunastostrunowa, gitara hawajska, gitara basowa - Larry Fratangelo - instrumenty perkusyjne - Al Sutton - inżynieria dźwięku, miksowanie, realizacja nagrań, miksowanie - Rob Cavallo - produkcja muzyczna, miksowanie, realizacja nagrań - Aaron Julison - gitara basowa, wokal wspierający - Dave McMurray, Rayse Biggs - róg - Paul Franklin, Dan Dugmore - elektryczna gitara hawajska - Larry Fratangelo - instrumenty perkusyjne - Mike Clark - inżynieria dźwięku, produkcja muzyczna - Jimmie Bones - organy, keyboard, wokal wspierający |  | - Jeff "Shakey" Fowlkes, Martin P. Cuccione - perkusja - Dave McMurray - saksofon - Vinny Dombroski - perkusja - Jason Krause - gitara - Tim Akers - organy, fortepian - Kenny Tudrick - perkusja, gitara - Jimmie Bones - harfa, fortepian - Billy Powell - fortepian - Aubrey Haynie - skrzypce - Rayse Biggs - trąbka - David Campbell - aranżacje smyczków - Patrick Fong - kierownictwo artystyczne, design - Stefanie Eulinberg - perkusja, wokal wspierający - Ted Jensen - mastering - Clay Patrick McBride - zdjęcia |

## Listy sprzedaży
| Lista                           | Kraj              | Pozycja | Status             |
| ------------------------------- | ----------------- | ------- | ------------------ |
| Billboard 200                   | Stany Zjednoczone | 1       | 3x platynowa płyta |
| Billboard Alternative Albums    | Stany Zjednoczone | 1       | 3x platynowa płyta |
| Billboard Catalog Albums        | Stany Zjednoczone | 5       | 3x platynowa płyta |
| Billboard Hard Rock Albums      | Stany Zjednoczone | 1       | 3x platynowa płyta |
| Media Control Charts            | Niemcy            | 5       |                    |
| Billboard Canadian Albums Chart | Kanada            | 11      |                    |
| UK Albums Chart                 | Wielka Brytania   | 4       |                    |